# Jim Rodford
James Walter Rodford, dit Jim Rodford, né le 7 juillet 1941 à St Albans et mort le 20 janvier 2018 dans la même ville, est un bassiste britannique.

## Biographie
Jim Rodford joue d'abord avec The Bluetones puis rejoint les Swinging Blue Jeans avant de former le groupe Argent avec le claviériste Rod Argent (ex-Zombies), le guitariste Russ Ballard et le batteur Bob Henrit à la fin des années 60. En 1974 Russ Ballard est remplacé par John Verity et John Grimaldi. Après le départ de Rod Argent en 1976, trois des membres restants (Jim Rodford, Bob Henrit et John Verity) continuent brièvement à jouer ensemble sous le nom de Phoenix.
Jim Rodford rejoint les Kinks en 1978, remplaçant John Dalton. Il reste avec les Kinks jusqu'à la disparition du groupe en 1996. Il a ensuite joué avec The Animals II de 1999 à 2003, puis avec les Zombies à partir de 2004.

## Discographie

### Argent
- 1970 : Argent
- 1971 : Ring of Hands
- 1972 : All Together Now
- 1973 : In Deep
- 1974 : Encore: Live in Concert (en concert)
- 1974 : Nexus
- 1975 : Circus
- 1975 : Counterpoints
- 1997 : The Complete BBC Sessions (en concert)
- 2010 : High Voltage Festival (en concert)

### The Kinks
- 1979 : Low Budget
- 1980 : One for the Road (en concert)
- 1981 : Give the People What They Want
- 1983 : State of Confusion
- 1984 : Word of Mouth
- 1986 : Think Visual
- 1988 : Live: The Road (en concert)
- 1989 : UK Jive
- 1993 : Phobia
- 1994 : To the Bone

### The Zombies
- 2004 : As Far as I Can See...
- 2011 : Breathe Out, Breathe In
- 2012 : Live in Concert at Metropolis Studios (en concert)
- 2015 : Still Got That Hunger